# Lizin
Lizin (skrajšano Lys ali K),  (kodirata ga kodona AAA in AAG) je ɑ-aminokislina, ki se uporablja v biosintezi proteinov. Vsebuje α-amino skupino (ki je pod biološkimi pogoji v protonirani+ obliki NH3), α-karboksilno kislinsko skupino (pod biološkimi pogoji v deprotonirani -COO- obliki) in lizil stransko verigo ((CH2)4NH2),  tako da se razvršča med nabite (pri fiziološkem pH), alifatske aminokisline. Za ljudi je esencialna, kar pomeni, da jo je treba pridobiti iz prehrane, ker je telo ne more sintetizirati.
Lizin je  baza, kot sta tudi arginin in histidin. ε-amino skupina pogosto sodeluje v vodikovih vezeh in kot splošna baza v katalizi. (ε-amino skupina (NH 3 +) je pripeta na peti ogljik od α-ogljika, ki je vezan na karboksilno skupino (C = OOH).) 
Običajne spremembe po transkripciji so  metilacija ε-amino skupine, ki tvori metil-, dimetil- in trimetil lizin; dalje tudi acetilacija, sumoilacija, ubikvitinacija in hidroksilacija, ki v kolagenu in drugih proteinih proizvaja hidroksilizin. O- glikozilacija ostankov hidroksilizina v endoplazemske retikulu ali v Golgijevem aparatu se uporablja za označevanje beljakovin, ki naj jih   celica izloči. V opsinih kot je rodopsin in vizualni opsini (kodirajo jih geni  OPN1SW, OPN1MW in OPN1LW), retinaldehid tvori Schiff bazo z ohranjenim ostankom lizina in interakcija svetlobe z retinilidensko skupino povzroča transdukcijo signala pri barvnem vidu (glej barvni cikel za podrobnosti). Pomanjkanje lahko povzroči slepoto, kot tudi številne druge težave zaradi splošno visokega deleža amino kisline v proteinih.

## Biosinteza
Lizin je esencialna aminokislina, vendar ga živali ne sintetizirajo, zato ga je treba zaužiti kot lizin sam ali v obliki proteinov, ki ga vsebujejo.  V rastlinah in večini bakterij se lizin sintetizira iz asparaginske kisline (aspartata): Omembe vredno je, da glive, euglenoidi in nekateri prokarionti lizin sintetizirajo prek alfa-aminoadipatne poti.

## Presnova
Lizin se pri sesalcih, po začetni transaminaciji s  α-ketoglutaratom,  presnavlja v acetil-CoA.  Bakterije razgrajujejo lizin,  dekarboksilacija vodi do nastanka kadaverina. Alillizin je derivat lizina, ki se uporablja pri proizvodnji elastina in kolagena. Nastaja v izvenceličnem prostoru pod vplivom encima lizil oksidaza in je bistvenega pomena za križne vezi, ki stabilizirajo kolagen in elastin. L-lizin igra pomembno vlogo pri  absorpciji kalcija; gradnji mišičnih proteinov; okrevanju po operacijah ali športnih poškodbah; in pri sintezi hormonov, encimov in  protiteles.

## Sinteza
Sintetični, racemni lizin je znan že dolgo.   Praktična sinteza izhaja iz kaprolaktama.   Industrijsko se L-lizin običajno izdeluje s fermentacijo ob pomoči  Corynebacterium glutamicum ; proizvodnja presega 600.000 ton na leto. L-lizin HCl se rabi kot prehransko dopolnilo, ki zagotavlja 80,03 % L-lizina.  Tako 1,25 g L-lizina HCl. vsebuje 1 g L-lizina.

## Prehranski viri
Dnevna prehranska zahteva v enoti miligram lizina na kilogram telesne mase je: za dojenčke (3–4 mesece) 103 mg/kg, za otroke (2 leti) 64 mg/kg, za starejše otroke (10–12 let) od 44 do 60 mg/kg in za odrasle 12 mg/kg.   Za odraslo osebo z maso 70 kg pomeni to 0,84 gramov lizina. Kasneje so priporočila zvišali, npr. na 30 mg/kg pri odraslih.Dobri viri lizina so hraniva z visokim deležem proteinov, kot so na primer jajca, meso (posebno rdeče meso, ovčetina, svinjina in meso perutnine), soja, fižol in grah, sir (posebno še parmezan) in nekatere vrste rib (kot na primer polenovka in sardina).
Lizin je omejujoča amino kislina (tj. esencialna amino kislina, ki je je v dani prehrani najmanj) v večini žitnih sort, je pa obilno prisotna v  stročnicah.  Zato obedi, ki združujejo žitna zrna s stročnicami, kot so Indijski dal z rižem, humus srednjega vzhoda, falafel s pito ter mehiški fižol z rižem ali tortiljo, pomenijo (iz potrebe ali nujnosti) vegetarijansko dieto z zaokroženo vsebnostjo proteinov. Hrana ima dovolj lizina, če vsebuje vsaj 51 mg lizina na gram proteinov  (z drugo besedo, če je 5,1% proteina na voljo kot lizin).